# 늘어진패
늘어진패는 상대방의 돌보다 수수의 여유가 있어서 손을 빼도 당장 일단락되지 않는 패를 뜻한다. 늘어진 쪽에서는 상대가 메워야 할 공배가 있어서 본패가 되지 않고, 팻감에 여유가 있어서 패싸움에서도 유리하다.